# Kommandant der Seeverteidigung Nordjütland

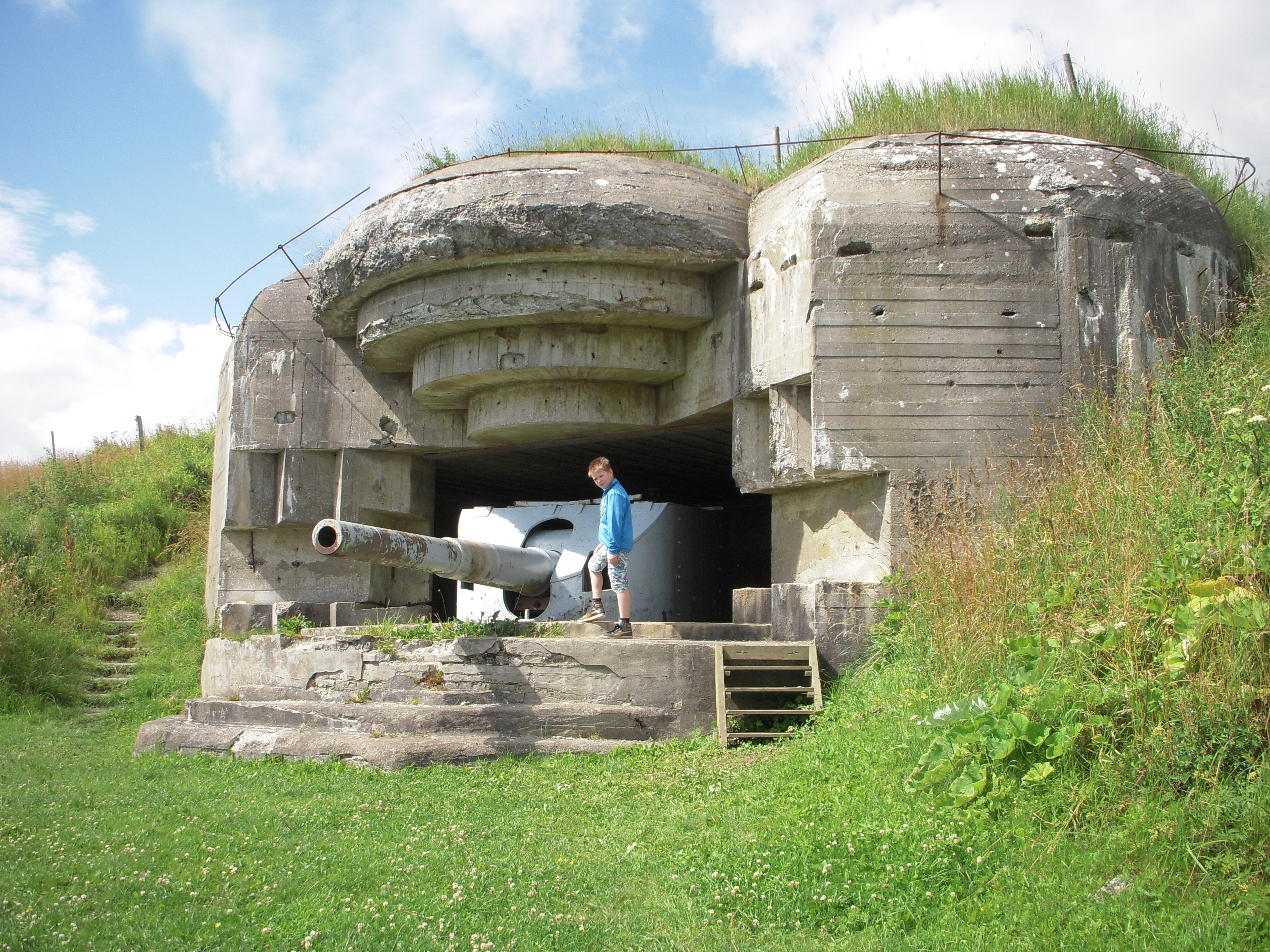
Bunker des Bangsbo Fort bei Frederikshavn mit einem 15-cm-Geschütz des dänischen Panzerschiffs Niels Juel

Der Kommandant der Seeverteidigung Nordjütland, kurz Seekommandant Nordjütland, war ein regionaler Küstenbefehlshaber der deutschen Kriegsmarine im Zweiten Weltkrieg, der dem Kommandierenden Admiral Skagerrak unterstellt war. Die Dienststelle ging im April 1944 aus dem bisherigen Abschnitt Nordjütland hervor. Ihr Zuständigkeitsbereich erstreckte sich an der Nordsee vom Ringköbingfjord bis Skagen und von dort im Skagerrak nach Süden bis zum Randers Fjord. Der Stab befand sich in Frederikshavn.

## Abschnitt Nordjütland

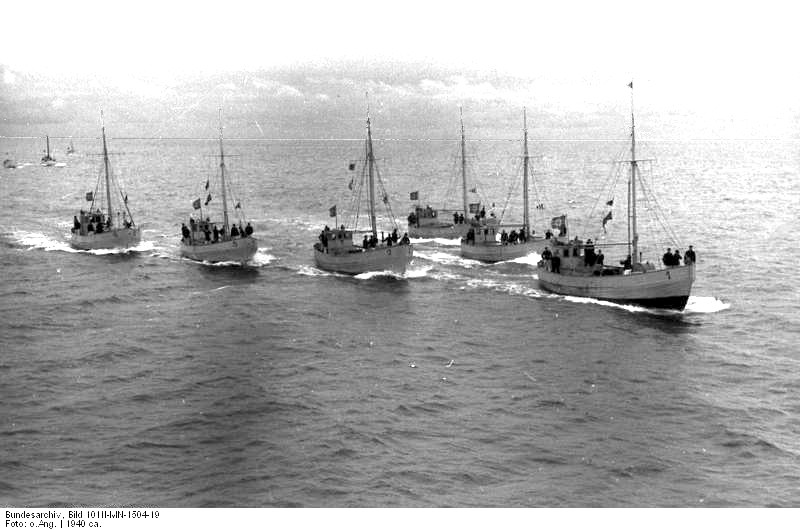
Von der Kriegsmarine für eine Hafenschutzflottille eingesetzte dänische Fischerboote, ca. 1940

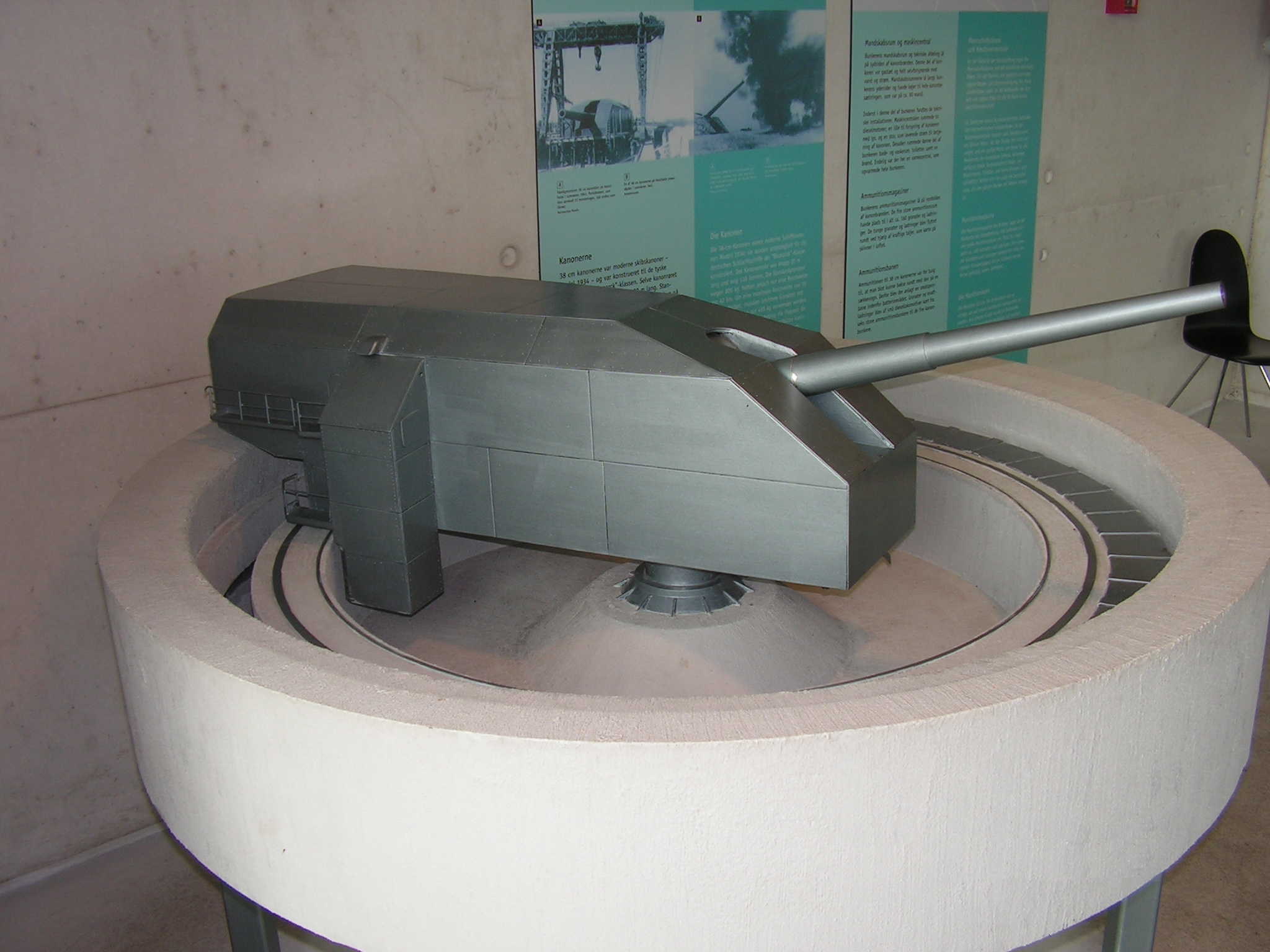
Modell eines 38-cm-Geschützes der II. Batterie in Hanstholm

Der Abschnitt Nordjütland war der Vorläufer der Seekommandantur Nordjütland. Er wurde nach der Besetzung Dänemarks im April 1940 aufgestellt. Dem Kommandanten im Abschnitt waren folgende Verbände und Dienststellen unterstellt:
- Hafenschutzflottille Skagen
- Hafenschutzflottille Frederikshavn
- Hafenschutzflottille Aalborg-Hals

Die Hafenschutzflottillen wurden im Oktober 1943 aufgelöst und die Boote zum Teil der 17. Vorpostenflottille (Finnenbusen) übergeben.
- Hafenkapitän Hirtshals
- Hafenkapitän Skagen
- Hafenkapitän Frederikshavn
  - Marineausrüstungsstelle Frederikshavn
- Hafenkapitän Aarhus (mit der Umwandlung zum Seekommandantur Südjütland)
- Marineartillerieabteilung 118 (Festungsanlage Hanstholm)
- Marineartillerieabteilung 509 (Frederikshavn und Løkken): im April 1940 als Marineartillerieabteilung Jütland gebildet, ab Juni 1940 Marineartillerieabteilung 309, ab Juli 1940 endgültige Bezeichnung
- Marineflakabteilung 814 (Hansted)
- Marineartilleriezeugamt Thisted

Die Marineartilleriestellungen und die ihnen zugeordnete Marine-Flak waren Teil des Atlantikwalls, wobei der Festungsanlage Hansted/Hanstholm mit ihren weit reichenden Geschützen eine besondere Rolle für die Beherrschung des westlichen Zugangs zum Skagerrak zukam.
Kommandanten:
- Korvettenkapitän Edouard Becker: von der Aufstellung bis Juli 1943
- Kapitän zur See Karl Hinsch: von Juli 1943 bis zur Auflösung der Dienststelle, ehemaliger Kommandant des Abschnitts Südjütland und dänische Inseln

## Seekommandantur Nordjütland

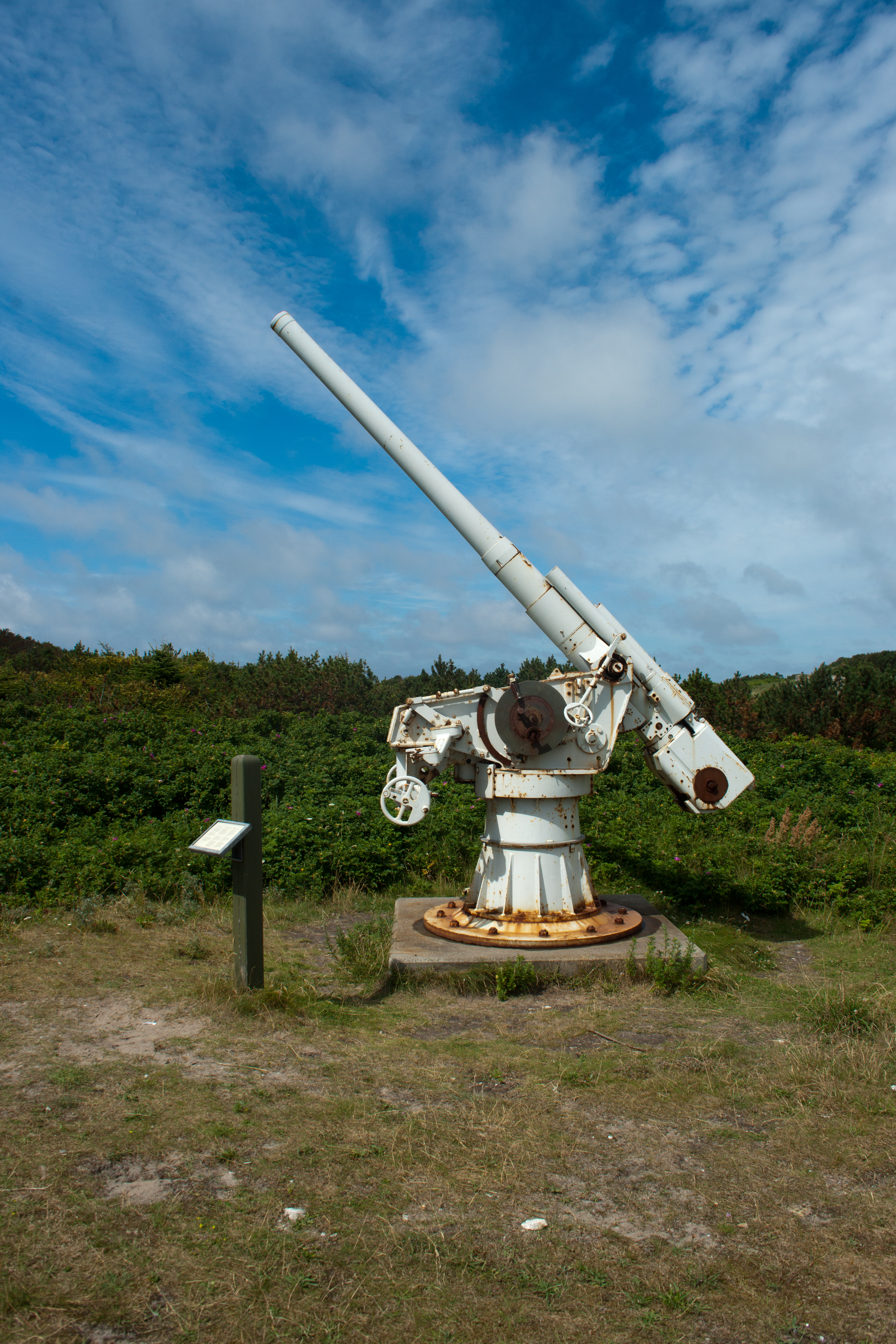
Deutsches 10,5-cm-Flak-Geschütz in Hanstholm

Im April 1944 wurde der Abschnitt Nordjütland zur Seekommandantur Nordjütland umgewandelt. Ihm unterstanden folgende Verbände und Dienststellen:
- Hafenkapitän Lemvig
- Hafenkommandant Thyborøn (vom Abschnitt dänische Westküste)
- Hafenkommandant Hirtshals
- Hafenkapitän Skagen
- Hafenkapitän Frederikshavn
  - Marineausrüstungsstelle Frederikshavn
- Marineartillerieregiment 40 (Frederikshavn) (ab November 1944 bei gleichzeitiger Unterstellung von:)
  - Marineartillerieabteilung 118 (Hansted)
  - Marineartillerieabteilung 509 (Løkken)
  - Marineartillerieabteilung 521 (Hals)
- Marineflakabteilung 716 (Bangsbo Fort, Frederikshavn)
- Marineflakabteilung 814 (Hansted)
- Marineartilleriezeugamt Thisted

Seekommandanten:
- Kapitän zur See Karl Hinsch: von der Aufstellung bis Oktober 1944, ehemaliger Kommandant des Abschnitts Südjütland und dänische Inseln und des Abschnitt Nordjütland
- Kapitän zur See Heinrich Kaiser: von Oktober 1944 bis Kriegsende, ehemaliger Kommandant des Zerstörers Z 30